# Madeleine Peyroux
Madeleine Peyroux (Athens, 1º gennaio 1974) è una cantautrice statunitense.

## Biografia
Trascorre l'infanzia tra New York e il sud della California. Dopo il divorzio del padre dalla madre va a vivere con quest'ultima a Parigi.
Ha cominciato a cantare sin dall'età di cinque anni. Successivamente ha cominciato ad esibirsi per strada tra gli artisti del Quartiere latino di Parigi. Nel 1996, con la pubblicazione del suo primo album Dreamland, la musica è diventata la sua professione. Questo disco contiene anche cover di Patsy Cline e Édith Piaf.
Ha partecipato al Montreal Jazz Festival 1997.
Nel 2002 incontra il polistrumentista William Galison, con cui realizza un album intitolato Got You on My Mind uscito nel 2003. Dopo aver firmato per la Rounder Records, inizia a collaborare con il produttore Larry Klein. Nel settembre 2004 esce il suo secondo album in studio, che contiene tra l'altro cover di Leonard Cohen, Bob Dylan e Hank Williams.
Il suo terzo disco in studio è datato settembre 2006 ed è rappresentato da Half the Perfect World, in cui fanno da collaboratori k.d. lang e altri artisti. Nel luglio 2007 viene premiata come miglior artista jazz internazionale nell'ambito dei BBC Jazz Awards.
Il suo quarto album esce nel marzo 2009 e segna un punto fondamentale nella carriera dell'artista perché è il primo a contenere solo brani originali, scritti da autori come Joe Henry, Walter Becker, David Batteau e Julian Coryell. Pubblica in seguito un album dal vivo e un DVD registrato a Los Angeles.
Nel giugno 2011 pubblica, per la Decca Records, Standing on the Rooftop, un disco prodotto da Craig Street che contiene soprattutto brani originali ma anche un paio di cover. 
Segue, nel 2013, The Blue Room.

## Discografia
Album solista
- 1996 - Dreamland
- 2004 - Careless Love
- 2006 - Half the Perfect World
- 2009 - Bare Bones
- 2011 - Standing on the Rooftop
- 2013 - The Blue Room
- 2014 - Keep Me in Your Heart for a While: Best of Madeleine Peyroux
- 2016 - Secular Hymns
- 2018 -  Anthem
- 2024 -  Let's Walk

Album collaborativi
- 2004 - Got You on My Mind (con William Galison)